# Heinrich Häusler
Heinrich Häusler (* 12. April 1919 in Wien; † 10. Juni 2007) war ein österreichischer Geologe.
Häusler wurde 1940 an der Universität Wien zum Dr. rer. nat. promoviert. Er war Leiter eines Büros für Angewandte Geologie in Linz.
Er wurde auf dem Grinzinger Friedhof (Gruppe 9, Reihe 1, Nummer 18) bestattet.

## Veröffentlichungen
- Eine Breccie auf dem Wettersteinkalk des Schneeberges. In: Verhandlungen der Geologischen Bundesanstalt. 1936, S. 250 (zobodat.at [PDF; 239 kB]).
- Beitrag zur Tektonik des Bisamberges. In: Verhandlungen der Geologischen Bundesanstalt. 1938, S. 189–190 (zobodat.at [PDF; 280 kB]).
- Notiz über ein Adularvorkommen am Rotgüldensee. In: Verhandlungen der Geologischen Bundesanstalt. 1939, S. 231–232 (zobodat.at [PDF; 275 kB]).
- Über das Vorkommen von Windkantern am Westrande des Neusiedler Sees. In: Verhandlungen der Geologischen Bundesanstalt. 1939, S. 185–186 (zobodat.at [PDF; 274 kB]).
- Vorläufiger Bericht über ein Vorkommen von oberjurassischen Cephalopoden im Gebiet des Bärenfeuchter Mölblings bei Wörschach. In: Mitt. Reichst. f. Bodenforschung, Zweigst. Wien, 1, H. 4, Wien 1940, S. 315–317.
- Ein Stück jüngster Talgeschichte aus der Umgebung von Linz.  In: Naturkundliches Jahrbuch der Stadt Linz. 2, Linz 1956, S. 19–60 (zobodat.at [PDF; 3 MB]).
- Karl Bistritschan. In: Austrian Journal of Earth Sciences. 50, 1957, S. 365–368 (zobodat.at [PDF; 488 kB]).
- Die Auwaldböden der Umgebung von Linz.  In: Naturkundliches Jahrbuch der Stadt Linz. 3, Linz 1957, S. 229–354 (zobodat.at [PDF; 32,7 MB]).
- Aktuelle Geologie im Grossraum von Linz.  In: Naturkundliches Jahrbuch der Stadt Linz. 4, Linz 1958, S. 77–142 (zobodat.at [PDF; 6,4 MB]).
- Das wirken des Menschen im geologischen Geschehen.  In: Naturkundliches Jahrbuch der Stadt Linz. 5, Linz 1959, S. 163–319 (zobodat.at [PDF; 6,9 MB]).
- Wissenschaftliche Tätigkeit und Heimatpflege in Oberösterreich. Tätigkeitsbericht des Privatinstitutes für Theoretische Geologie in Linz. In: Jahrbuch des Oberösterreichischen Musealvereines. 110, Linz 1965, 124–125 (zobodat.at [PDF; 348 kB]).
- Wissenschaftliche Tätigkeit und Heimatpflege in Oberösterreich. Tätigkeitsbericht des technischen Büros für Angewandte Geologie in Linz. In: Jahrbuch des Oberösterreichischen Musealvereines. 110, Linz 1965, S. 125–127 (zobodat.at [PDF; 370 kB]).
- Vorbericht über Untersuchungen von Gesteinsdeformationen durch Spannungsänderungen an Probekörpern aus den aquitanen Schiefertonen im Raum von Linz.  In: Naturkundliches Jahrbuch der Stadt Linz. 11, Linz 1965, S. 21–36 (zobodat.at [PDF; 1,2 MB]).
- Eine geologische Analyse von Feinstrukturen im Ruinenmergel. In: Sitzungsberichte der Akademie der Wissenschaften mathematisch-naturwissenschaftliche Klasse. 174, 1965, S. 85–149 (zobodat.at [PDF; 8,8 MB]).
- Gesteinverformung durch Spannungsänderungen an Probekörpern aus den aquitanen Schiefertonen im Raum von Linz. In: Naturkundliches Jahrbuch der Stadt Linz. 12, Linz 1966, S. 73–148 (zobodat.at [PDF; 14,4 MB]).
- Privatinstitut für Theoretische Geologie in Linz. In: Jahrbuch des Oberösterreichischen Musealvereines. 112b, Linz 1967, S. 169–170 (zobodat.at [PDF]).
- Technisches Büro für Angewandte Geologie in Linz. In: Jahrbuch des Oberösterreichischen Musealvereines. 112b, Linz 1967, S. 171–172.
- Privatinstitut für Theoretische Geologie in Linz. In: Jahrbuch des Oberösterreichischen Musealvereines. 113b, Linz 1968, S. 153–155 (zobodat.at [PDF; 395 kB]).
- Technisches Büro für Angewandte Geologie in Linz. In: Jahrbuch des Oberösterreichischen Musealvereines. 113b, Linz 1968, S. 156–158 (zobodat.at [PDF; 373 kB]).
- Gutachten über den geplanten Abbau des Kalkvorkommens am Starnkogel bei Bad Ischl hinsichtlich der Auswirkungen auf den Zustand der Landschaft. In: Gutachten Naturschutzabteilung Oberösterreich. 0170, 1969, S. 1–13 (zobodat.at [PDF; 19,7 MB]).
- Privatinstitut für Theoretische Geologie in Linz. In: Jahrbuch des Oberösterreichischen Musealvereines. 114b, Linz 1969, S. 167–170 (zobodat.at [PDF; 493 kB]).
- Technisches Büro für Angewandte Geologie in Linz. In: Jahrbuch des Oberösterreichischen Musealvereines. 114b, Linz 1969, S. 171–175 (zobodat.at [PDF; 539 kB]).